# Dobročkovice
Dobročkovice (in tedesco Dobrotschkowitz) è un comune della Repubblica Ceca facente parte del distretto di Vyškov, in Moravia Meridionale.